# 中村ノルム
中村ノルム（1984年8月22日 - ）は、カナダ・オンタリオ州トロント出身のYouTuber、津軽三味線奏者、ポッドキャストのプレゼンター。2012年より吉田兄弟の吉田良一郎に師事し、津軽三味線奏者として国内外のイベントに参加。第三言語である日本語はネイティブレベルである。Tokyo Creative株式会社所属。

## 来歴
幼い頃から楽器に触れて育つ。大学時代に数名の日本人のクラスメートと同居していた経験がある。
2005年、数カ月間日本へ渡航。日本への魅力を感じ、全く異なる環境や言語下でチャレンジしたいと言う想いから日本への移住を考え始める。
2007年、ワーキングホリデーのビザでカナダから日本へ移住。民間企業で就労を経験する。
2008年、カナダへ帰国。友人の紹介で三味線を初めて耳にする。三味線奏者の吉田兄弟のライブのみを見に行く目的でワシントン州まで車で9時間移動。初めて聴き心を奪われ、ライブ後に本人からサインを貰う。
2010年、再び日本へ戻る。30万円を費やし始めて自分の三味線を購入する。
2011年12月、数度の志願ののち、吉田兄弟の兄・吉田良一郎に弟子入りを果たす。
2012年3月、日本の三味線奏者に関するYouTubeチャンネル『Shamisen in Tokyo』の投稿を開始。
2013年9月、フジテレビ系のテレビ番組『笑っていいとも』に出演し三味線の演奏を披露。
2015年7月15日、個人のYoutubeチャンネル『Tokyo Lens』の動画投稿を開始。
2017年5月、『第36回 2017 津軽三味線世界大会』で審査員特別賞を受賞する。
2017年10月、日本映画『74歳のペリカンはパンを売る。』に出演。
2017年11月11日、ポッドキャスト番組『Tokyo Lens』の配信を開始。
2018年7月、会社勤めを辞め、三味線奏者とYouTubeの動画制作に専念することを報告。
2018年7月14日、吉田兄弟の7人の弟子とともに靖国神社のみたままつりで演奏を行う。
2018年8月27日、テレビ番組『YOUは何しに日本へ？』に出演。
2018年10月、同事務所所属のYouTuber・Abroad in Japanの秘境旅シリーズ「Journey Across Japan」に参加。
2019年1月、テレビ東京系の番組で吉田兄弟と共演を果たす。
2019年6月29日、GoProを用い、日本の秘境や街中を探索する冒険シリーズを開始。
2021年には二級小型船舶操縦士免許を取得し、東京を中心としたボートを使った動画の投稿をスタート。
現在はパイロット（自家用操縦士）の免許を取得するために、日本国内で訓練を重ねている。
その他、国内外のメディアで取り上げられるなど、コンテンツクリエイター・三味線奏者として注目を集めている。

## 人物
津軽三味線の奏者としては漢字名「中村乃流夢」で活動している。日本名の由来は、カナダで日本人の友人に付けてもらったことから。
GoProを装着し撮影した日本の秘境や街中探索シリーズの映像美に定評がある。
日本に興味を持った理由の一つに「ドリフトレース」があり、日産・シルビア240SX S14を所有していたことがある。
交友関係は、同郷の友人で長年の文通相手であるというYouTuberのSharlaと特に親しい。日本人三味線奏者の輝&輝（白藤ひかりと武田佳泉による津軽三味線デュオ）とも親交があり、度々コラボレーションしている。また同事務所所属のAbroad in Japan（クリス・ブロード）やDogen（オドネル・ケビン）、また豪州出身のYouTuber・Currently Hannahとも親交が深い。

## 出演

### 映画
- 74歳のペリカンはパンを売る。（2017）[5]

## 受賞歴

### 三味線
- 第36回 2017 津軽三味線世界大会 - 審査員特別賞（2017）[6]